# Jacek Stachlewski
Jacek Stachlewski (ur. 3 kwietnia 1939 w Warszawie, zm. 17 lutego 2008) – polski operator filmowy. Absolwent PWSFTviT w Łodzi.

## Filmografia
- 1973 – Droga
- 1974 – Nie ma mocnych
- 1974 – Czterdziestolatek
- 1976 – Niedzielne dzieci
- 1977 – Znak orła
- 1980 – Urodziny młodego warszawiaka
- 1980 – Zamach stanu
- 1983 – Magiczne ognie
- 1985 – Chrześniak
- 1987 – Ballada o Januszku
- 1991 – Siwa legenda